# بلوار ساحلی

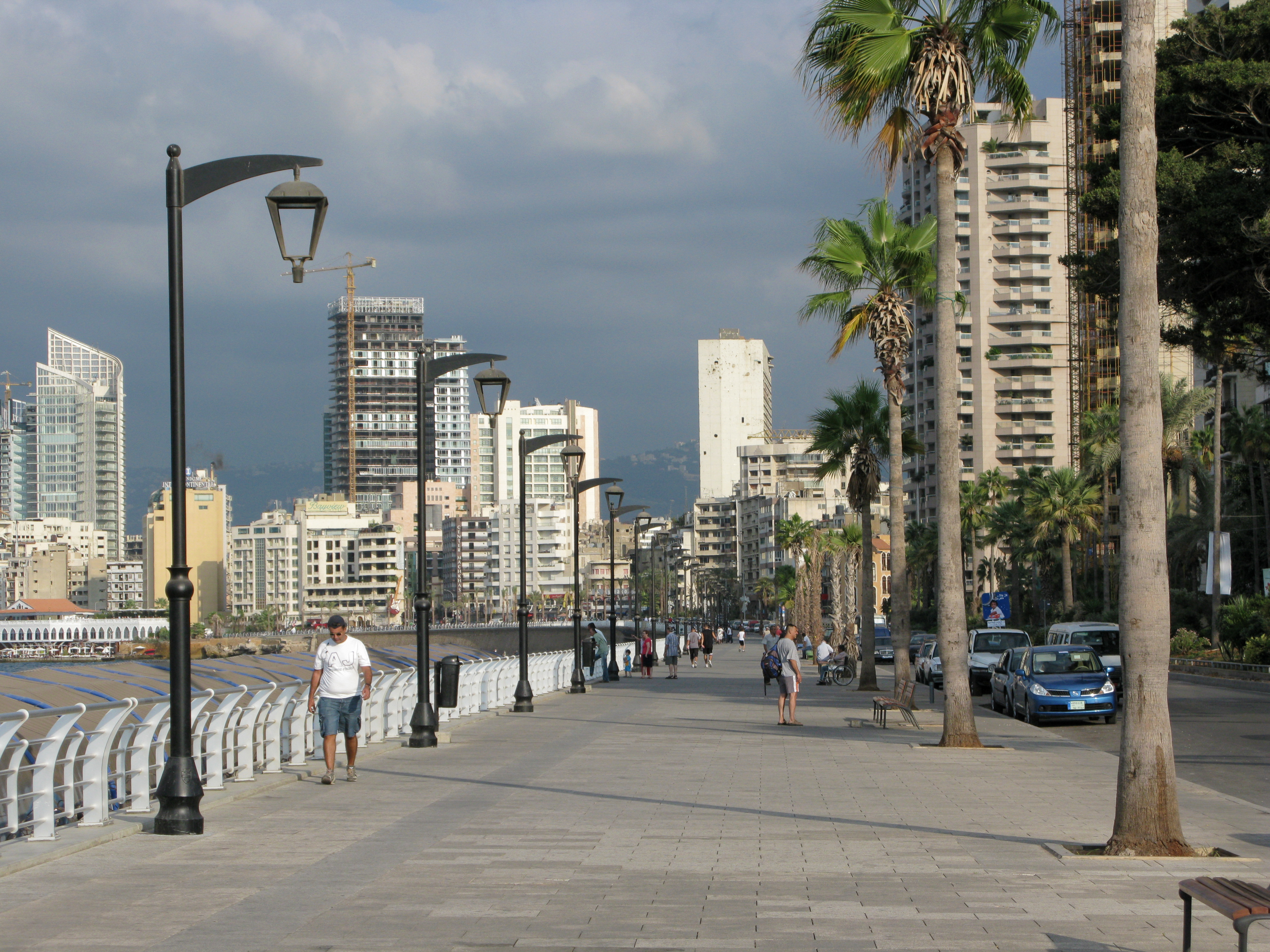
بلوار ساحلی بیروت.

بُلوار ساحلی یک فضای باز، طویل و هموار است که معمولاً در کنار ساحل یا رودخانه قرار دارد و محلی برای تفریحات مردم مانند پیاده‌روی، دوچرخه‌سواری یا لذت بردن از منظره است. این کلمه غالباً حس ظرافت و زیبایی را القا می‌کند و می‌تواند تداعی‌کنندهٔ استراحتگاه‌ها یا مکان‌های باشکوه شهری باشد.
اصطلاح «بلوار ساحلی» می‌تواند به خیابان پهن و اصلی نیز اشاره داشته باشد، نه فقط به منطقه عابر پیاده. بلوارهای ساحلی را می‌توان در شهرهای سراسر جهان یافت که به نشاط و شخصیت این مکان‌ها می‌افزایند.

## تاریخچه
ایدهٔ بلوار ساحلی به قرن پانزدهم میلادی بازمی‌گردد. اولین بلوارهای ساحلی عمدتاً ساختارهای دفاعی بودند، مانند آنهایی که در خارج از قلعه‌ها یا استحکامات نظامی ساخته می‌شدند تا دید و توانایی دفاعی را افزایش دهند. با گذشت زمان، آنها به فضاهای عمومی و تفریحی تبدیل شدند.

## ویژگی‌های بارز
- محوریت بر عابران پیاده: یکی از ویژگی‌های اصلی بلوارهای ساحلی، تمرکز آنها بر عابران پیاده است. آنها غالباً دارای مسیرهای پهن و فضای کافی برای پیاده‌روی بدون مزاحمت ترافیک هستند.
- فضای سبز: بلوارهای ساحلی اغلب به زیبایی با درختان، باغ‌ها و آبنماها طراحی می‌شوند. این عناصر آنها را از نظر بصری جذاب و برای استراحت و تفریح دعوت‌کننده می‌کنند.
- فعالیت‌های تفریحی: بلوارهای ساحلی امکان انجام فعالیت‌های مختلفی مانند پیاده‌روی، دوچرخه‌سواری، تماشای مردم، پیک‌نیک و موارد دیگر را فراهم می‌کنند. برخی از آنها ممکن است دارای کافه‌های فضای باز، بازارها یا مکان‌هایی برای اجرای برنامه باشند.
- زمینه شهری: بلوارهای ساحلی می‌توانند نقش حیاتی در تبدیل سواحل به مناطق تفریحی عمومی داشته باشند. همچنین می‌توانند به اتصال جامعه در محیط‌های شهری کمک کنند.

## نمونه‌های معروف
- بلوار ساحلی - تئاترهای کنار خلیج (سنگاپور): یک مرکز برجسته هنرهای نمایشی که به دلیل طراحی منحصر به فرد معماری آن مشهور است.
- بلوار ساحلی دِس کوئینکنس (بوردو، فرانسه): یکی از بزرگ‌ترین میدان‌های باز اروپا که مناظر خیره‌کننده‌ای را ارائه می‌دهد و میزبان جشنواره‌ها و رویدادهای مختلف است.
- بلوار ساحلی رودخانه چارلز (بوستون، ایالات متحده): یک پارک محبوب ساحلی که برای پیک‌نیک، دویدن یا لذت بردن از مناظر شهر ساخته شده است.
- کرنیش دیره، امارات متحده